# Федорів Віталій Миколайович
Віта́лій Микола́йович Фе́дорів (нар. 21 жовтня 1987 року, Межиріччя, Львівська область, УРСР) — український футболіст, захисник «Металіста».

## Біографія

### Клубна кар'єра
Виступав за фарм-клуби київського «Динамо» («Динамо-3» і «Динамо-2»), провів невелике число ігор за основну команду клубу, через недостатність ігрової практики вирішив змінити клуб. Влітку 2008 року на правах оренди перейшов в російський «Амкар», де провів залишок сезону 2008, регулярно виходячи на поле. 1 грудня 2008 року було повідомлено, що керівництво пермського клубу викупило права на гравця. У «Амкарі» був гравцем основного складу, проте часто отримував травми. В кінці 2011 року було оголошено, що «Амкар» не буде продовжувати контракт з Федорівим, і гравець покине команду вільним агентом.
Згодом виступав в Українській прем'єр-лізі за «Кривбас» (6 матчів), «Говерлу» (1 гра) та «Олімпік» (Донецьк) (40 матчів), а також у чемпіонаті Латвії за юрмальський «Спартакс» (7 ігор).
22 лютого 2018 року підписав контракт з російським клубом «Олімпієць», який згодом було перейменовано в ФК «Нижній Новгород», і який виступав у другому дивізіоні чемпіонату Росії. Під час виконання гімну Росії перед офіційними матчами «Нижного Новгорода» Федорів неодноразово ставав боком до російського прапора. Пробувши в Росії майже два роки, футболіст покинув її на початку 2020 року, після чого більше семи місяців був без клубу.
У серпні 2020 року перейшов до новоствореного ФК «Метал», який у червні наступного року було перейменовано на «Металіст».

### Кар'єра в збірній
Виступав за молодіжну збірну України. Перший матч за головну національну команду провів 6 лютого 2008 року проти Кіпру (1:1). У листопаді 2008 року не прибув вчасно на збір національної команди (перед матчем з командою Норвегії 19 листопада 2008), що викликало негативну реакцію її головного тренера Олексія Михайличенка; повідомлялося, що причиною запізнення Федоріва стала затримка літака через туман. Після цього Федорів не викликався в збірну, очолювану Михайличенком, більше року. Після того, як збірну очолив Мирон Маркевич, Федорів був викликаний на перший же збір, який відбувся в травні 2010 року.
Загалом у складі національної збірної України провів два матчі. 

### Сім'я
Старший брат — Володимир Федорів — також футболіст.

## Досягнення
- Володар Суперкубку України: 2007